# Cryptoblepharus novohebridicus
Cryptoblepharus novohebridicus là một loài thằn lằn trong họ Scincidae. Loài này được Mertens mô tả khoa học đầu tiên năm 1928.